# 생영초등학교
생영초등학교는 대한민국 전라남도 완도군에 있는 공립 초등학교이다.

## 학교 연혁
- 일자미상 생일간이학교 설립 인가
- 1935년 4월 20일: 금일공립보통학교 부설 생일간이학교 개교
- 1938년 4월 1일: 금일공립심상소학교 부설 생일간이학교 개편
- 1941년 4월 1일: 금일공립국민학교 생일분교 개편
- 일자미상 생일분교 국민학교 승격 인가
- 1945년 9월 1일: 생영공립국민학교 승격 분리
- 1953년 4월 1일: 생영국민학교 개편
- 일자미상 생영국민학교 금곡분교 설립 인가
- 1954년 7월 31일: 금곡분교장 개교
- 1967년 4월 1일: 생영국민학교(금곡분교 포함) 도서벽지학교 '을'급 지정
- 1986년 1월 1일: 생영국민학교(금곡분교 포함) 도서벽지학교 '다'급 조정
- 1991년 3월 1일: 봉선국민학교 분교장 격하 편입
- 1993년 9월 1일: 금곡분교장 폐교 및 본교 통폐합
- 1996년 3월 1일: 생영초등학교 개편
- 2001년 1월 1일: 봉선분교 도서벽지학교 '나'급 조정
- 2009년 3월 1일: 봉선분교장 폐교 및 본교 통폐합
- 2023년 1월 6일: 제74회 졸업식(누계: 1,848명)
- 2023년 9월 1일: 제36대 서정철 교장 부임

## 참고 자료
- 생영초등학교 - 한국교육학술정보원 학교알리미